# Potrójna (szczyt)
Potrójna (887, 883 m) – dwuwierzchołkowy szczyt w Beskidzie Andrychowskim (wschodnia część Beskidu Małego). Mapa Compassu podaje inne wysokości: 892 i 883 m.

## Nazewnictwo
Przez miejscową ludność szczyt ten zawsze nazywany był Czarnym Groniem. Nazwa Potrójna jest wynikiem pomyłki austriackich kartografów z lat 80. XIX wieku. Pochodzi ona stąd, że na szczytowej polanie jest część przysiółka Hatale należącego do osiedla Potrójna w miejscowości Rzyki i nazwa osiedla przeniesiona została na nazwę góry. Na austriackich mapach miała nazwę Potrójno i wysokość 884 m, w późniejszych polskich mapach poprawiono nazwę na Potrójna, poniżej zaś tej nazwy umieszczono napis Czarny Groń, nie wiadomo jednak co ona oznacza.
Na mapie Geoportalu bazującej na państwowym rejestrze nazw geograficznych niższy, południowy wierzchołek nie ma nazwy, wyższy, północny (887 m) ma nazwę Praciaki, zaś nazwę Czarny Groń nadano jego północno-wschodniemu grzbietowi. Na mapie Compassu wierzchołek południowy ma podwójną nazwę Potrójna i Czarny Groń, północno-wschodni grzbiet wyższego wierzchołka to również Czarny Groń.

## Opis szczytu
Obydwa wierzchołki są zwornikami dla trzech grzbietów. Niższy znajduje się nad doliną Kocierki w głównym grzbiecie Beskidu Małego. Na północ odbiega od niego krótki grzbiet do wierzchołka wyższego, ten zaś rozgałęzia się na dwa grzbiety; północno-zachodni grzbiet Jawornicy i północno-wschodni grzbiet Czarnego Gronia. Potrójna wznosi się nad dolinami trzech potoków: Kocierką, Bolęcinką i źródłowym ciekiem Wieprzówki.
Potrójna jest doskonałym punktem widokowym. Obydwa jej wierzchołki i cały grzbiet są bowiem bezleśne. Znajdują się tutaj rozległe hale pasterskie i łąki, widoki z nich należą do najbardziej rozległych w całym Beskidzie Małym. Panorama widokowa obejmuje: Pogórze Śląskie, Pasmo Bliźniaków, Dolinę Rzycką, główny grzbiet Beskidu Małego, Gorce, Pasmo Policy, Babią Górę, Pasmo Jałowieckie, Pilsko, Kotlinę Żywiecką, Grupę Lipowskiego Wierchu i Romanki, pasmo Wielkiej Raczy oraz Beskid Śląski od Glinnego po Skrzyczne. Na niższym wierzchołku stoi dawna kapliczka pasterska z figurką Matki Boskiej, na wyższym zamontowano dwie tablice z opisanymi panoramami widokowymi.
Na wierzchołkach Potrójnej krzyżują się cztery szlaki turystyczne. Tuż pod szczytem, na stokach opadających do doliny Wieprzówki znajduje się prywatne schronisko turystyczne „Chatka na Potrójnej”.
Potrójna jest odwiedzana nie tylko przez turystów, ale również przez paralotniarzy. Na północno-wschodnim stoku znajduje się startowisko paralotniowe wykorzystywane przez okolicznych paralotniarzy. Przy górze możliwe jest wykonywanie lotów zarówno żaglowych, jak i wykorzystujących wypracowane w dolinie prądy termiczne.
Na szczycie Potrójnej graniczą z sobą 3 miejscowości: Kocierz Rychwałdzki i Ślemień (województwo śląskie) oraz Targanice (województwo małopolskie).

## Szlaki turystyczne
Mały Szlak Beskidzki na odcinku: Przełęcz Kocierska – Potrójna – Przełęcz Zakocierska – Łamana Skała – Anula – Smrekowica – rozdroże pod Smrekowicą – Na Beskidzie – Góra Potrójna – przełęcz Beskidek – Leskowiec – schronisko PTTK Leskowiec – Krzeszów
 Targanice – Jawornica – Potrójna – Przełęcz Zakocierska – Chatka pod Potrójną – Przełęcz na Przykrej – Łamana Skała – Anula – Rzyki-Pracica
 Rzyki-Praciaki („Ski Centrum Czarny Groń”) – Czarny Groń – Potrójna
 krótki szlak łącznikowy do „Chatki na Potrójnej”.

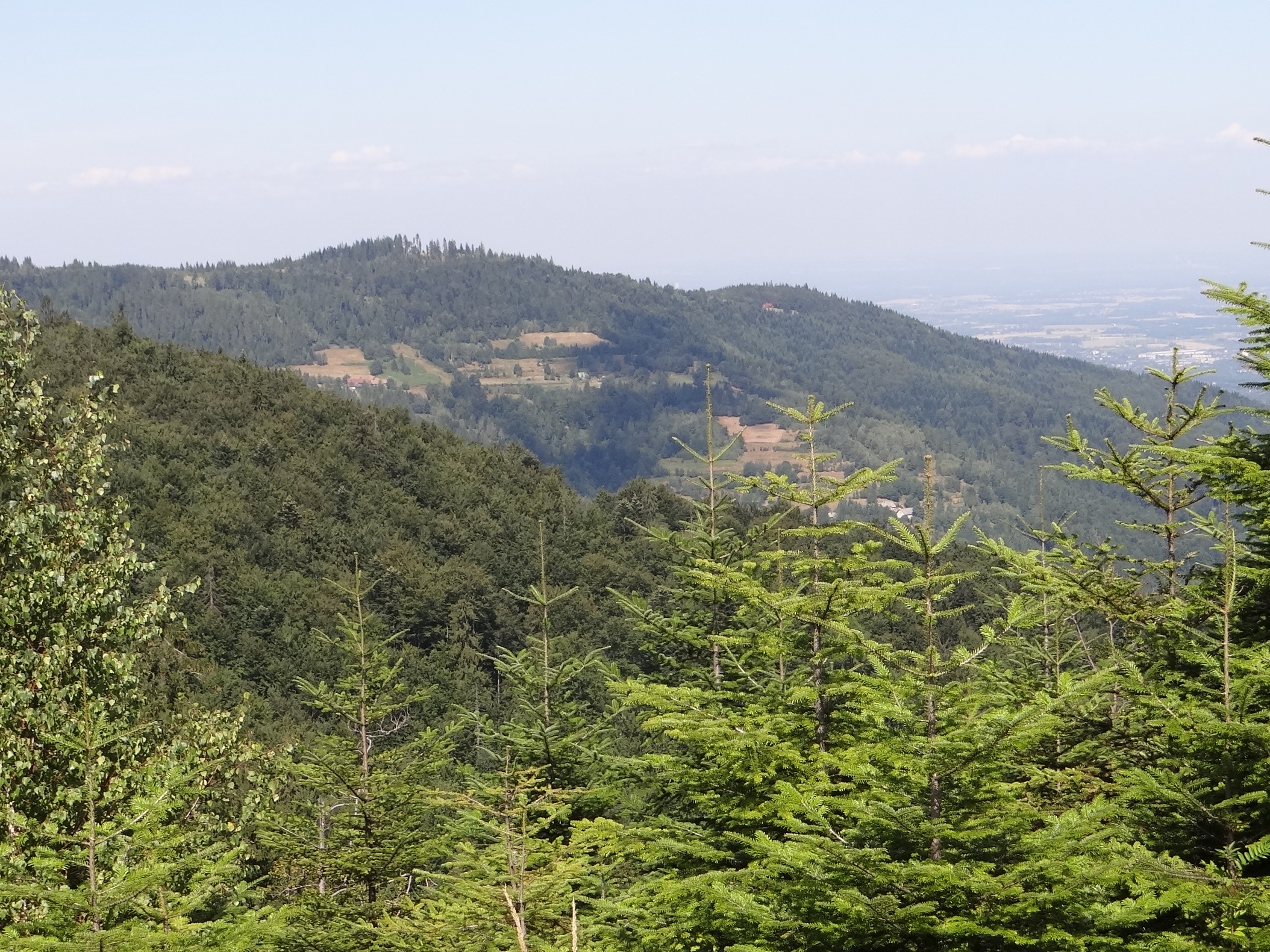
Widok ze Smrekowicy
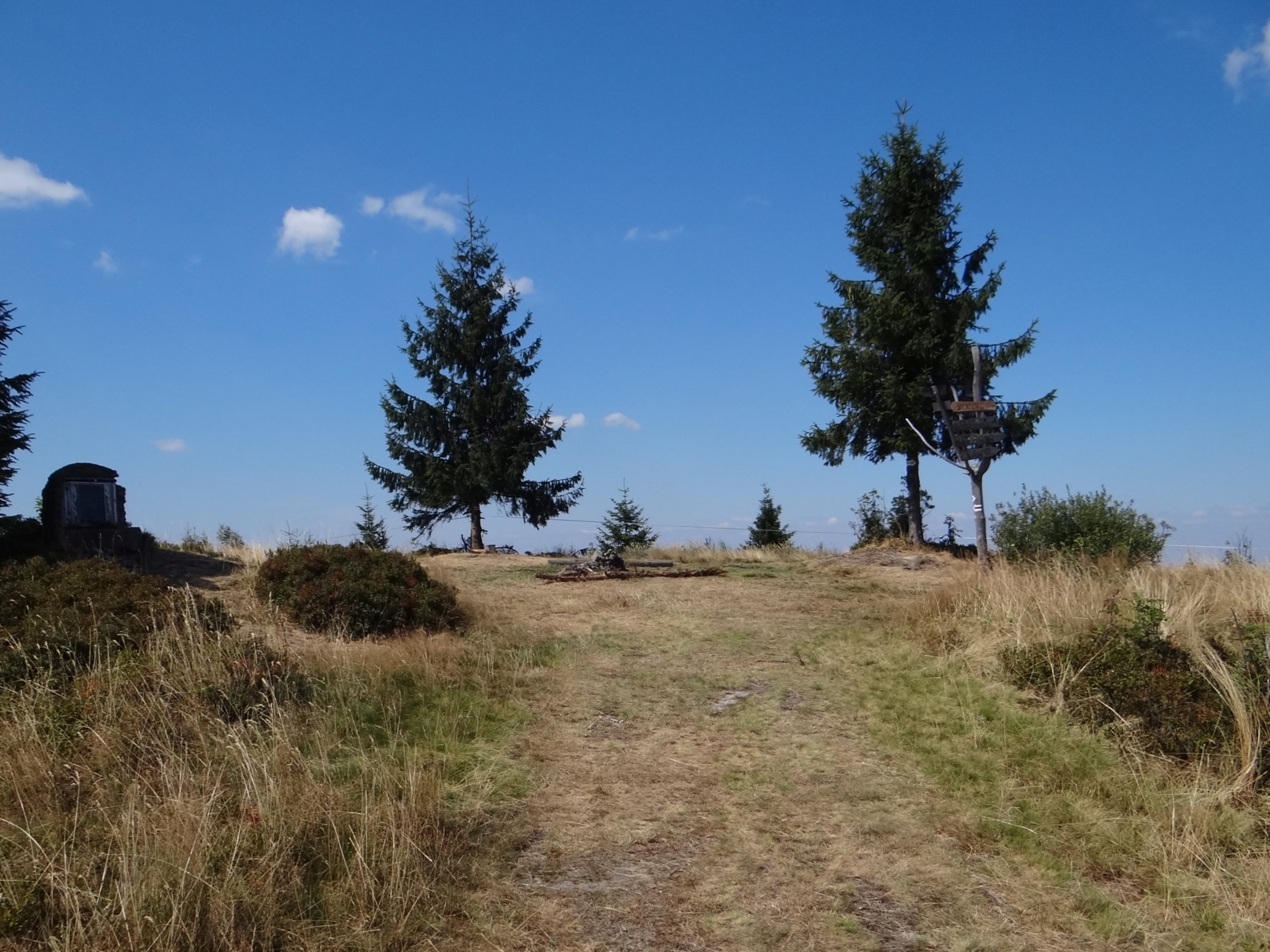
Niższy wierzchołek z kapliczką
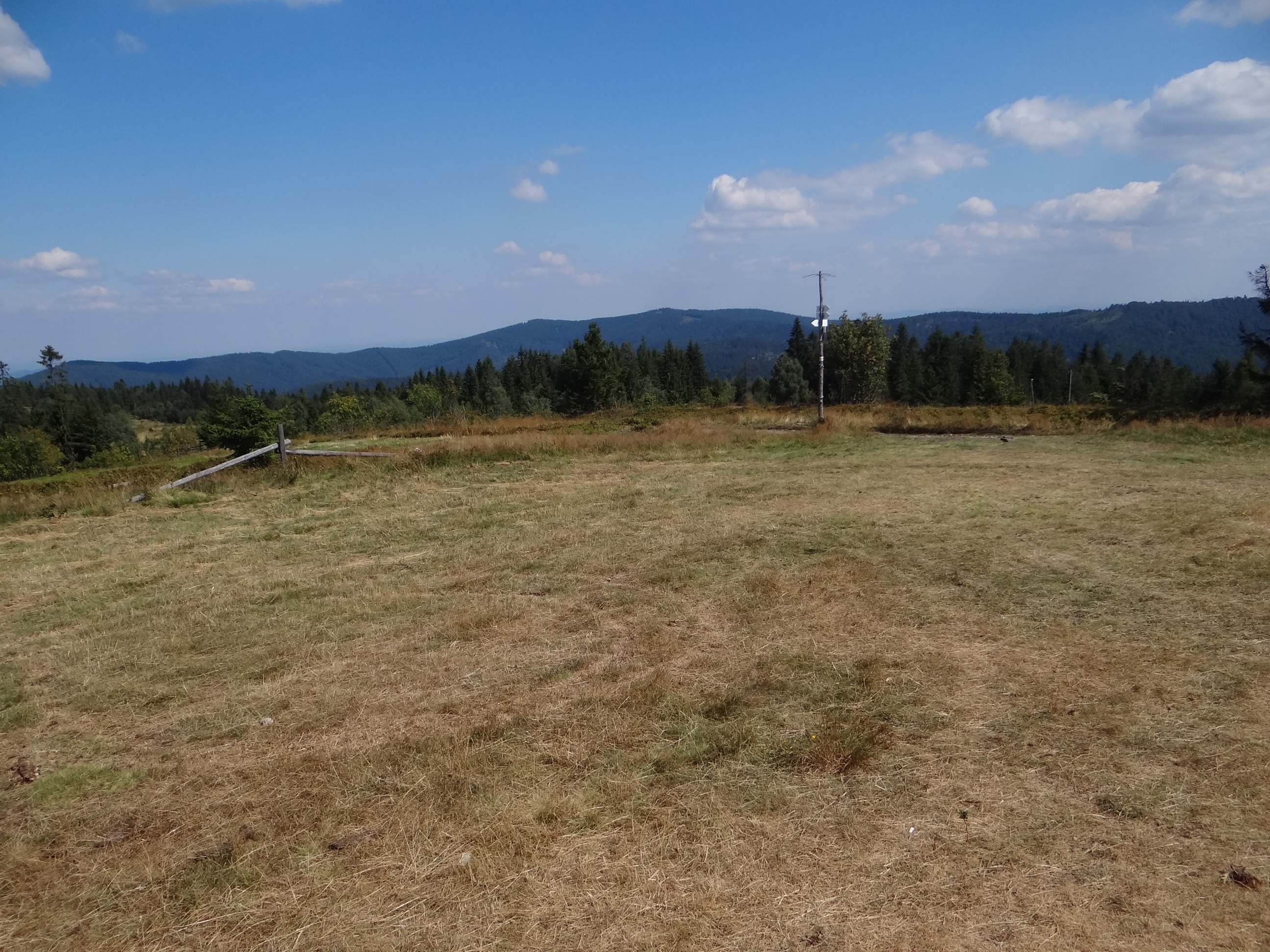
Wyższy wierzchołek
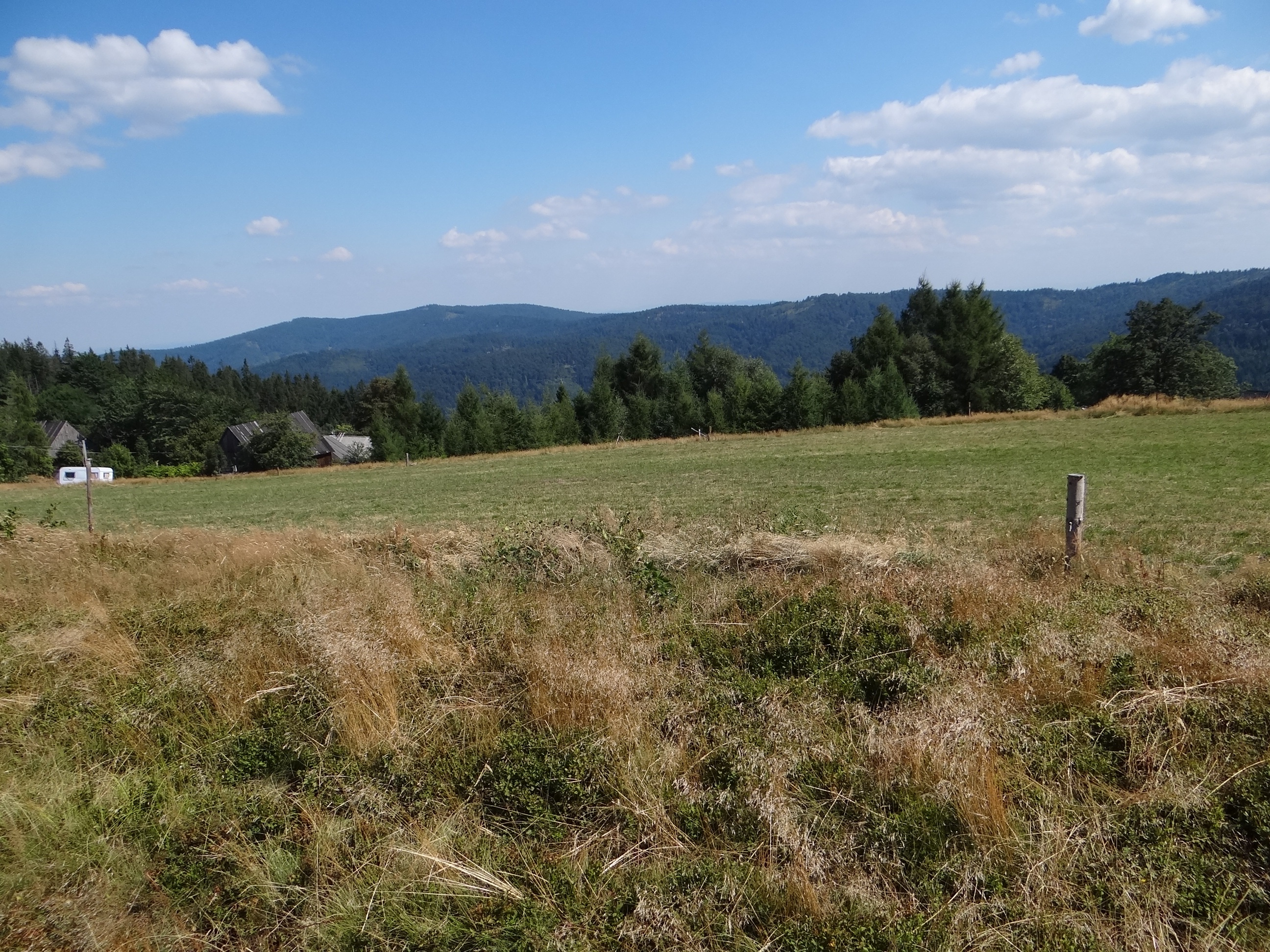
Chatka na Potrójnej